# Karolina Gočeva
Karolina Gočeva, nota anche con lo pseudonimo di Karolina (in cirillico: Каролина Гочева?; Bitola, 28 aprile 1980), è una cantante macedone.
Karolina ha rappresentato il proprio Paese per due volte all'Eurovision, nelle edizioni del 2002 e del 2007, diventando la prima artista a rappresentare per due volte la Macedonia all'Eurovision.

## Carriera
La carriera di Karolina inizia giovanissima all'età di 10 anni con la partecipazione al concorso musicale nazionale Si-Do. Con il proseguire degli anni le partecipazioni a concorsi nazionali sono numerose e ripetute, ma è con l'ammissione all'Eurovision che la fama di Karolina aumenta e si diffonde, oltre che in patria, anche nei vicini.
Nel 2002 Karolina vince il concorso canoro nazionale Skopje fest con la canzone Od Nas Zavisi ("Dipende da noi"), con la quale rappresenterà la propria nazione all'Eurovision dello stesso anno, conquistando la 19ª posizione finale.
Nel 2007 Karolina partecipa e vince la competizione canora nazionale per la seconda volta, accedendo così ancora all'Eurovision con la canzone Mojot Svet, con cui arriva 14ª.
Sebbene Karolina non abbia avuto un netto successo alle competizioni europee, la fama della cantante è in continua ascesa, diventando artista ben nota ed apprezzata, oltre che a livello nazionale e nei Paesi balcanici, anche nel resto d'Europa
Collabora con il musicista Zlatko Origjanski.

## Discografia

### Singoli
- Mamo, pušti me - 1991
- Koj da ti kaže - 1994
- Isčekuvanje - 1995
- Ma, ajde kaži mi - 1996
- Tonovi tajni - 1997
- Ukradeni noќi - 1998
- Čuden Dozd - 1998
- Edna Noќ - 1998
- Kako Da Te Otkačam - 1998
- Daj Mi Se - 1998
- Sakaj Me - 1999
- Bez ogled na se - 1999
- Nemir / Pomozi Mi - 2000
- Za nas - 2000
- Milenium so tebe - 2000
- Ti Mozeš - 2001
- Jamajka - 2002
- Ќe bide se vo red - 2002
- Od Nas Zavisi - 2002
- Štom Sakas / Kad Voliš - 2002
- Hipokrit / Začaren Krug - 2003
- Ljubov pod oblacite / Ljubov ispod oblaka - 2003
- Srescemo se opet - 2003
- Znaeš Kolku Vredam / Znaš Koliko Vredim - 2004
- Se Lažam Sebe / Lažem Sebe - 2005
- Ruža Ružica - 2005
- Vo Zaborav / U Zaboravu - 2005
- Ova Srce Znae / Teš ko srcu pada - 2006
- Bela Pesna / Bjela Pesma - 2006
- Umiram Bez Tebe - 2006
- Ti i Ja - 2006
- Mojot Svet - 2007
- Jedan Dan - 2007
- Napred Makedonija - 2007
- Kad Te Nema - 2007

### Album
- Mamo pusti me - 1992
- Jas Imam Pesna - 2000
- Zošto sonot ima kraj - 2002
- Znaes Kolku Vredam - 2003
- Kad Zvezde Nam Se Sklope...Kao Nekada - 2003
- Vo Zaborav - 2005
- U Zaboravu - 2006
- Mojot Svet - 2007